# Kvasar

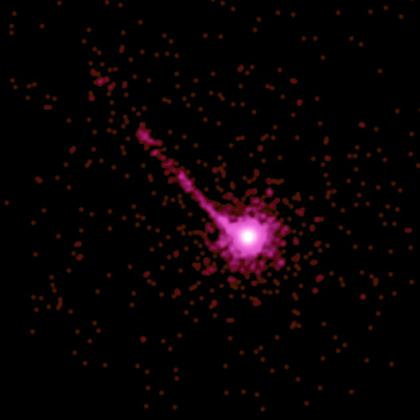
Snímek kvasaru PKS 1127-145 z Rentgenové observatoře Chandra, zřetelně je vidět polární výtrysk

Kvazar či kvasar (transkripce anglického akronymu QUASi-stellAR radio sources) je vesmírné těleso s výrazným rudým posuvem spektra. V optickém dalekohledu se jeví jako hvězda, tedy jako bodový zdroj světla. Sloanova digitální prohlídka oblohy (SDSS) jich objevila přes 200 000.
Některé kvasary mění velmi rychle svoji svítivost, z čehož se usuzuje na jejich malou velikost (těleso nemůže měnit stavy rychleji, než trvá přenos informace z jednoho jeho konce na druhý, přičemž informace se šíří nejvýše rychlostí světla).

## Mechanismus fungování
U všech známých kvasarů se rudý posuv z pohybuje přibližně od 0,1 do 7.[zdroj?] Ten je pravděpodobně důsledkem Hubbleova zákona, z čehož plyne, že vzdálené kvasary musí vyzařovat více energie než desítky běžných galaxií. Nejbližší kvasar je vzdálen 240 Mpc, nejvzdálenější známý 5 500 Mpc, většina leží více než 1 000 Mpc od Země.[zdroj?] Protože urazit tyto vzdálenosti trvá světlu dlouho, dnes většinou pozorujeme již neexistující objekty.
Přesný mechanismus fungování kvasaru dosud není plně objasněn. Nejvíce přijímaná vědecká teorie říká, že jde o aktivní jádra velmi starých galaxií, v jejichž středu se nachází obří černá díra. To kvasary řadí mezi aktivní galaxie. Okolní hmota do této černé díry padá, vytváří akreční disk, který se třením intenzivně zahřívá. Padající žhavá hmota se zbavuje energie elektromagnetickým zářením ve všech oblastech spektra. V polárních oblastech je pak hmota urychlována na obrovské rychlosti ve směru rotační osy černé díry a vzniká relativistický polární jet. Není znám žádný jiný mechanismus, který by měl tak velký zářivý výkon s tak rychlými změnami, jako mají kvasary. Některé kvasary ale přestávají vyzařovat v řádu let místo očekávaných mnoha tisíců let, což jen ilustruje dosavadní nepochopení mechanismu. A také i náhlost jejich „zapnutí“ neodpovídá dosavadním představám.

## Objev prvního kvasaru
Kvasary byly objeveny koncem padesátých let dvacátého století na prvních rádiových mapách oblohy. Při dobrém rozlišení jsou to téměř bodové zdroje a zpočátku byly považovány za rádiové hvězdy v naší Galaxii. Někteří astronomové ale věřili v jejich extragalaktický původ. Jejich optické protějšky jsou velice slabé a spojit je s jejich radiovými protějšky nebylo jednoduché. První zdroj, u kterého se to podařilo, byl 3C 48 z Třetího cambridgeského katalogu radiových zdrojů. Pořízení spektra objektu ale odkrylo další otázky. Spojité spektrum obsahovalo široké emisní čáry, které vědci nebyli schopni ztotožnit s čarami známých prvků. Nakonec byl tento případ uzavřen jako zvláštní hvězda emitující rádiové záření. V roce 1962 astronom Maarten Schmidt odhalil ve spektru kvasaru 3C 273 Balmerovu sérii čar vodíku, ale v místech, kde by ji do té doby nikdo nehledal. Příčinou byl rudý posuv.
Rudý posuv kvasaru 3C 273 má hodnotu z = 0,1583. Z posuvu lze za předpokladu, že je způsoben rozpínáním vesmíru, zjistit podle Hubbleova zákona vzdálenost kvasaru a z toho pak i absolutní hvězdnou velikost a tedy i zářivý výkon. Ten u 3C 273 odpovídá desítkám biliónů Sluncí, což až padesátkrát převyšuje výkon nejjasnějších galaxií. Vzdálenosti kvasarů od Země jsou řádově několik miliard světelných let. Jsou to tedy objekty z raného období vývoje galaxií a vesmíru.

## Výskyt a rozdělení kvasarů
V blízkém vesmíru se už kvasary nevyskytují. Černé díry ve středech galaxií, jako jsou například i naše Galaxie nebo galaxie v Andromedě, již velké množství materiálu ze svého okolí pravděpodobně spotřebovaly.
Postupem času se ukázalo, že ne všechny kvasary mají silnou rádiovou emisi, naopak – naprostá většina kvasarů, asi 90 %, vyzařuje v rádiové oblasti ve srovnání s optickým oborem slabě. Lze tedy rozlišovat tzv. radio-loud (hlasité, silně vyzařující v rádiové oblasti spektra) a radio-quiet (tiché) kvasary.
Mohutnou rádiovou emisi, odlišující od sebe radio-loud a radio-quiet kvasary, pak mají na svědomí relativistické elektrony ve výtryscích radio-loud kvasaru. Kvasar se obecně skládá ze tří částí: velmi hmotné černé díry, akrečního disku a jetu, tedy výtrysku hmoty, které bývají až několik megaparseků dlouhé. Šířka spektrálních čar těchto objektů odpovídá rychlostem emitujícího plynu nad 10 000 km/s. Kvasary mají stejné spektrum jako Seyfertovy galaxie, rozdíl mezi nimi je pouze kvantitativní, určen dohodou. Jasnější objekty s absolutní magnitudou menší než -23 jsou kvasary a slabší s magnitudou větší než -23 mag jsou pak Seyfertovy galaxie.
Spektra kvasarů mají z optické do rádiové oblasti mocninný charakter, příčinou je mohutná netermální emise.

## OVV kvasary
V optickém oboru prudce se měnící kvasary (Optically Violently Variable Quasars) jsou kvasary se silným rádiovým zářením se spojitým spektrem, které má mocninný charakter směrem k rádiové oblasti (způsobený netermální emisí), a se silnými emisními čarami. Od běžných kvasarů se odlišují prudkými, velmi nepravidelnými změnami jasnosti v optickém i rádiovém oboru. Často jsou roky bez výrazných změn, a pak náhle zjasní o několik magnitud během týdnů i dnů (tzv. outburst). Záření je navíc lineárně polarizované, což znamená, že se v okolí zdroje nachází materiál (většinou prach), na kterém k polarizací dochází. Počet katalogizovaných OVV kvasarů je kolem deseti.[zdroj?]